# عبد العزيز الملزوزي
عبد العزيز الملزوزي وهو أبو فارس عبد العزيز بن عبد الرحمن الملزوزي المكناسي وهو شاعر ومؤرخ مغربي، يعتبر من أعظم شعراء العصر المريني، وكان شاعر أبو يحيى بن عبد الحق، ومن أشهر ما نظم قصيدة تعليمية طويلة عن سيرة الأنبياء وحسب ابن الخطيب، مؤرخ ابن عبد الحق، كان الملزوزي يخلط العربية والزناتية، كان من قبيلة ملزوزة الأمازيغية في إقليم طرابلس.

## سيرته
يعرف بعبد العزيز الملزوزي نسبة إلى ملزوزة إحدى قبائل زناتة، وهو من أهل مكناس؛ كان شاعر دولة المنصور المريني والأديب الملحوظ في بلاطه لم ينافسه في ذلك ولا مالك ابن المرحل الذين كان شيخ الأدباء المغاربة في ذلك العصر فضلاً عن غيره.
وقيل في الإحاطة : «كان شاعراً مكثراً سيال القريحة منحط الطبقة متجنداً عظيم الكفاية والجرأة جسوراً على الأمراء علق بخدمة الملوك من آل عبد الحق وابنائهم ووقف أشعاره عليهم وأكثر النظم في وقعائهم وحروبهم وخلط المعرب باللسان الزناتي في مخاطباتهم فعُرِف بهم ونال عريضاً من دنياهم وجماً من تقريبهم، واحتل بظاهر غرناطة في جملة السلطان أمير المسلمين أبي يعقوب وأمير المسلمين أبيه فاستحق الذكر لذلك».

## مكانته
كان المنصور الموحدي، شديد التقريب للملزوزي فرافقه في جميع حركاته ما كان منها بالأندلس أو بغيرها وصدر منه في وصف تلك الوقائع الحربية ومنها قصائد طنانة.
وأما ولده وولي عهده الأمير محمد الناصر، فأنه اتخذ الملزوزي من بطانته وأهل مجلسه، وقد كان على جانب من العلم والأدب يحب الشعر ويروي كثيراً منه ويأخذ نفسه بنظمه، فينظم له البيتين والثلاثة ويجيد، فكان يأنس بشاعره ويرتاح اليه ويساجله ويناقله فيجد عنده بغيته وفوق ما يتمناه من بداهة حاضرة ونكتة بارعة وأدب غض وروح خفيفة مع الوقار والاحتشام، والتحفظ التام.
نقل عنه في الإحاطة انه قال مخبراً عن هذا الأمير: دعاني يوماً والسماء قد ارتدت بالسحائب، والغيث يبكي بالدموع السواكب، كأنه عاشق صد عن حبيبه، ففاضت دموعه عليه وكثر نحيبه، ولم يرقأ له مدمع، كأنه لم يبقَ له فيه مطمع، فكان الرعد حسرته، والبرق لوعته وزفرته، فقال لي ما أحسن هذا اليوم، لو كان في غير شهر الصوم، فاقترح غاية الاقتراح علي، وقال قل فيه شعراً بين يدي، فأنشدته هذه الأبيات:
فشكره غاية الشكر، وقال: ((أسكرتنا بشعرك من غير سكر)).

## عصره
كان المنصور الموحدي شديد الاهتمام بانقاذ الأندلس من يد الاسبان الذين كانوا قد اكتسوحها تماماً إلا ولاية غرناطة وما في حكمها من بعض الثغور في جنوب الجزيرة، فجاز إلى الاندلس بطلب من صاحب غرناطة أربع مرات ونازل الاسبان في عقر دارهم وأبلى بلاءً حسناً في قتالهم وكف عاديتهم عن المسلمين والدولة النصرية مدى حين. وأبقاها سنة موروثةً بعد لأبنائه وأحفاده من ملوك بني مرين فكانوا يقيمون الرابطة في الأندلس للدفاع عن البقية الباقية فيها للمسلمين من سكان وسلطان. وكان يعتبر من أشهر الشعراء في عصر بني الأحمر في الأندلس. 

## معاصرته لنهاية دولة الموحدون
قد كان الملزوزي ممن ساير الانقلاب المريني في خطواته الأولى وشاهد انهيار دولة الموحدين العظيمة، وكيف استطاعوا بنو مرين منهم وظهروا عليهم وألجاوهم إلى الانكماش في عاصمة الجنوب المغربي بعد أن وضعوا أيديهم على شمال المغرب وشرقه، حتى إذا جاءت النوبة للسلطان المنصور أبي يوسف يعقوب بن عبد الحق المريني ممدوح شاعرنا قضى عليهم القضاء المبرم، فقتل آخر ملوكهم أبا دبوس، واستولى على عاصمته مراكش سنة 668هـ . وبذلك صفا له ملوك المغرب، فوجه وجهه نحو تملك القطر الجزائري حيناً ونحو انقاذ الأندلس من أيدي الأسبان حيناً آخر - فهذا الشاعر- رأى المجد والسلطان ينتقلان زناتة ورأى السعد مقبلاً نحوه يمشي، فأتاه هو يهرول وارتمى في أحضانه وبسبب هذه العصبية القبلية وما كان معها من صدق الولاء فانه حصل على ثقة السلطان وأصبح شاعره الخاص غير مُدافع.

## علاقته مع ولي عهده
وأما ولي عهد الأمير محمد الناصر، فانه اتخذ الملزوزي من بطانته وأهل مجلسه، وقد كان على جانب من العلم والأدب يحب الشعر ويروي كثيراً منه ويأخذ نفسه بنظم، فينظم البيتين والثلاثة ويجيد، فكان يأنس به ويرتاح اليه ويساجله ويناقله فيجد عنده بغيته وفوق ما يتمناه من بداهة حاضرة ونكتة بارعة وأدب غض وروح خفيفة مع الوقار والاحتشام، والتحفظ التام.

## ارجوزته التاريخية
بقي علينا أن نشير أن للملزوزي أيضاً أثراً علمياً مهماً وهو ارجوزته التاريخية التي سماها نظم السلوك في ذكر الأنبياء والخلفاء والملوك. وعلى ما يذكر المؤرخون من بعض أبياتها يظهر انها ارجوزة نفيسة للغاية، وفضلاً عن دلالتها على قوة ملكة النظم عند صاحبها فانها تدل على ثقافته التاريخية الواسعة مما يزيد في قدرنا للرجل واعتباره من رجال العلم والأدب معاً.
ودونك هذه القطعة؛ منها في تاريخ دخول بني مرين إلى المغرب:
ومنها تعلم أنه يشير إلى التاريخ بأعداده وألفاظه لا بالرموز والألغاز؛ وتلك طريقةُ بلغاء الأدباء كابن عبد ربه، و لسان الدين بن الخطيب، وقد خالف هذه الطريقة أبو القاسم الزياني في ارجوزته ألفية السلوك، وذكر التاريخ بحساب الجُمل ثم عد ذلك من مزايا ارجوزته التي فاقت بها نظم الملزوزي ونظم لسان الدين والعذر له حيث ان باعه في النظم كان قصيراً جداً.

## وفاته
توفي خنقاً بسجن فاس لسعاية جناها تهوره في وسط عام 668 هـ .

## وصلات خارجية
عبد العزيز الملزوزي، معرفة.